# Michel Boeri
Pour les articles homonymes, voir Boeri.
Michel Boeri, né le 11 mai 1939 à Monte-Carlo, est un avocat, homme politique et dirigeant sportif monégasque. Il est le président de l'Automobile Club de Monaco depuis 1972, fut président du Sénat de la Fédération internationale de l'automobile (FIA) et a tenu des positions politiques dans le gouvernement de Monaco.
Il a été un temps envisagé qu'il succède à Jean-Marie Balestre au poste de président de la FIA, mais Max Mosley a été élu.

## Décorations
- Grand officier de l'ordre de Grimaldi (2022) [3]